# Rói-rói

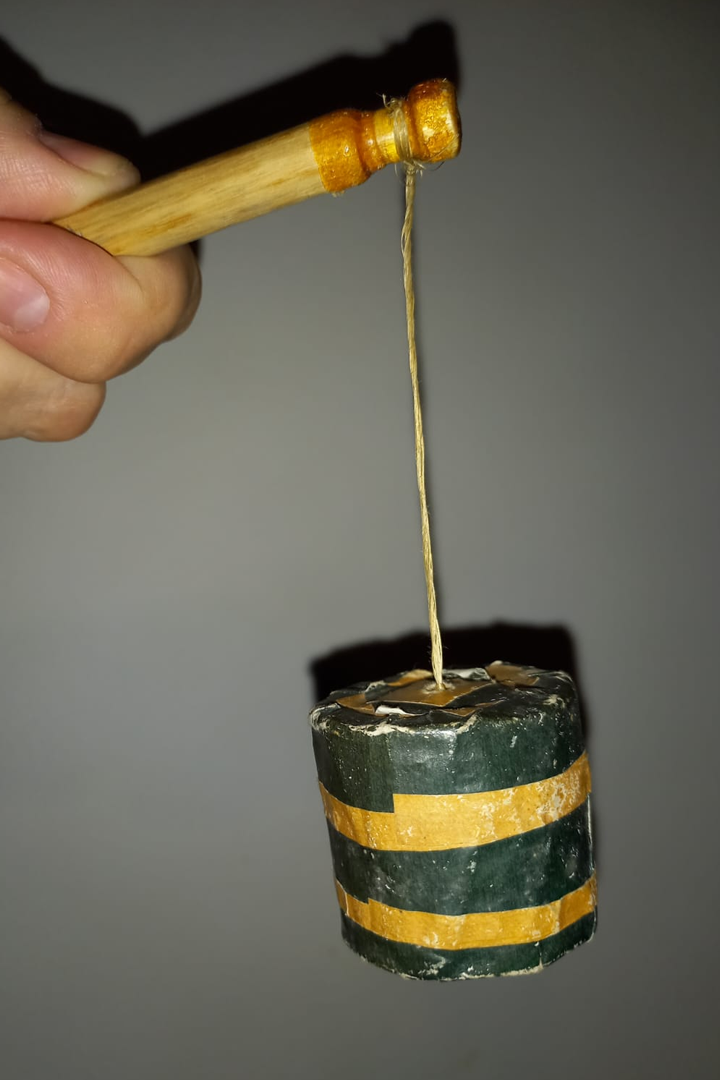
Instrumento Artesanal rói-rói Verde e Amarelo.

O rói-rói, berra-boi ou urra-boi é um brinquedo instrumental feito de forma artesanal com origem nordestina. Sua funcionalidade consiste em um objeto cilíndrico, normalmente feito de papel ou lata, preso a um fio, que é atado a um pedaço pequeno de madeira com a ponta revestida com breu, que quando girado no ar, produz barulho estranho que se assemelha a um zumbido.

## História
É um instrumento muito utilizado no conto de histórias folclóricas e em cerimônias religiosas, com a crença de que sua forma de tocar atinge uma função espiritual, criando com isso, uma forma de ligação e comunicação com outros seres. Ele foi usado neste sentido em rituais de encomendação das almas durante a quaresma na microrregião Campos das Vertentes em Minas Gerais em 2007, mas também aparece em outras regiões centrais e no Sul do Brasil. Também é usado em brincadeiras de determinados povos indígenas.
Entretanto, além dessa função, também é considerado por muitos como um brinquedo sonoro para crianças, sendo encontrado em setores artesanais do comércio infantil e em “feiras livres do nordeste”.

## Instrumento

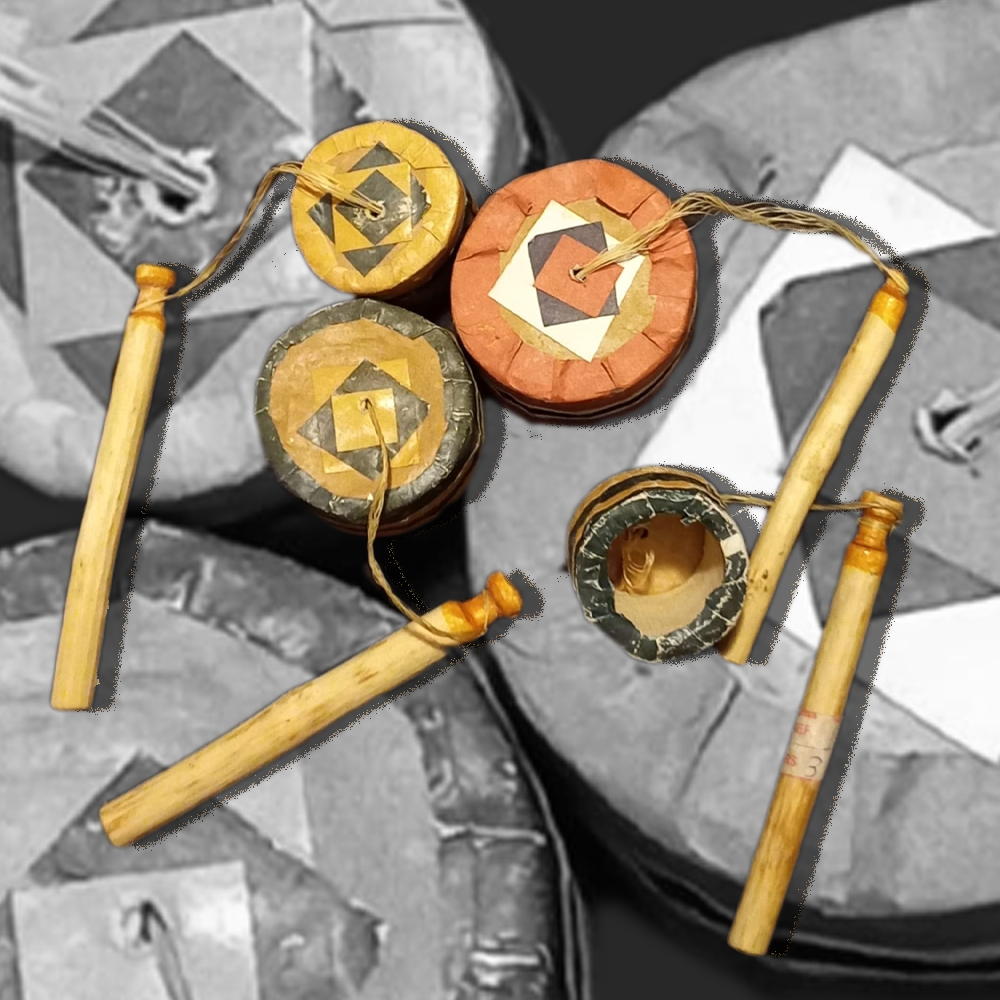
O rói-rói, Berra Boi ou Urra Boi artesanal

De acordo com pesquisas da UFPB, o rói-rói é um instrumento membranofone, mas já foi erroneamente classificado como sendo um instrumento cordofônico, com a justificativa de que o som do mesmo é produzido pelo atrito da corda na cavidade do suporte. O atrito é provocado, indispensavelmente pelo breu. Pode ser tocado de duas maneiras, sendo elas na fricção giratória parcial do cabo na corda ou na fricção contínua girando a corda juntamente com o ressonador de madeira no ar, e amplificado através do cilindro. Essa última forma de tocar é semelhante ao do zunidor, e por isso alguns autores consideram esse instrumento como aerofone. Outros autores o consideram como um idiofone porque se trata de um bastão friccionado.
Entretanto, não pode ser considerado um aerofone, pois o som não é provocado pelo atrito com o ar, apenas uma das formas de tocá-lo é similar ao zumbidor. Também não pode ser considerado um cordofone, pois consiste de apenas um ponto fixo. Por fim, não pode ser classificado como idiofone, pois a classificação não se dá pela forma de tocar e, sim, por onde o som é produzido. Identifica-se, portanto, como um instrumento membranofone, pois o som é produzido a partir da vibração da membrana do ressonador cilíndrico, onde se localiza a extremidade fixa da corda.

## Origem do nome
O berra-boi ou urra-boi, na Bahia, ou rói-rói, em Pernambuco, tem esses nomes por conta do som emitido pelo brinquedo. Sendo assim, Berra Boi remete ao zunido de um boi urrando ou berrando. Já o nome rói-rói vem do fato de que para produzir seu efeito sonoro, a corda acaba roendo na parte com breu da haste de madeira.

## Outros países
Este instrumento também tem variações internacionais conhecidas com outros nomes, como Waldteufel, na Alemanha, Forest Devil e Frog Buzzer. Entretanto, essas variações são produzidas com materiais diferentes, como bambu e couro, e como resultado disso seus sons têm pequenas diferenças.